# 소림퇴마: 악마사냥꾼
《소림퇴마: 악마사냥꾼》(중국어: 鐘馗捉妖記之夢魘傳說)은 2018년 공개된 중국의 액션 무협 영화이다.

## 출연진
- 손동심
- 김우백 - 종천 역